# Leptomyrmex
Leptomyrmex is een geslacht van vliesvleugelige insecten van de familie Mieren (Formicidae).

## Soorten
- L. aitchisoni Smith, D.J. & Shattuck, 2009
- L. burwelli Smith, D.J. & Shattuck, 2009
- L. cnemidatus Wheeler, W.M., 1915
- L. darlingtoni Wheeler, W.M., 1934
- L. dolichoscapus Smith, D.J. & Shattuck, 2009
- L. erythrocephalus (Fabricius, 1775)
- L. flavitarsus (Smith, F., 1859)
- L. fragilis (Smith, F., 1859)
- L. garretti Smith, D.J. & Shattuck, 2009
- L. geniculatus Emery, 1914
- L. melanoticus Wheeler, W.M., 1934
- L. mjobergi Forel, 1915
- L. niger Emery, 1900
- L. nigriceps Emery, 1914
- L. nigriventris (Guérin-Méneville, 1831)
- L. pallens Emery, 1883
- L. pilosus Smith, D.J. & Shattuck, 2009
- L. puberulus Wheeler, W.M., 1934
- L. ramorniensis Smith, D.J. & Shattuck, 2009
- L. rothneyi Forel, 1902

- L. ruficeps Emery, 1895
- L. rufipes Emery, 1895
- L. rufithorax Forel, 1915
- L. tibialis Emery, 1895
- L. unicolor Emery, 1895
- L. varians Emery, 1895
- L. wiburdi Wheeler, W.M., 1915